# Prepeliczay István
Prepeliczay István (Miskolc, 1936. február 16. – Érd, 2002. január 10.) magyar villamosmérnök, politikus, országgyűlési képviselő.

## Életpályája

### Iskolái
Az általános iskolát szülővárosában végezte el. Középiskolába is Miskolcon járt, előbb gimnáziumban tanult, majd 1954-ben villamosenergiaipari technikumban érettségizett. 1964–1970 között a Budapesti Műszaki és Gazdaságtudományi Egyetem Villamosmérnöki Karán tanult.

### Pályafutása
1954–1955 között a Borsodi Szénbányászati Tröszt gépmestere, 1956–1957 között karbantartója volt. 1955-ben letartóztatták államellenes izgatás címén; 2 és fél évre ítélték, ebből 1 év 5 hónapot töltött le. 1956–1957 között a Nehézipari Műszaki Egyetem laboránsa volt. 1958–1960 között Gyöngyösön fényképésztanuló volt. 1960-tól Budapesten élt. 1960–1963 között a Fővárosi Villamosvasút műszaki ellenőre volt. 1963–1969 között a Lakóterv tervezője volt. 1968-ban saját kérésére tárgyalás útján rehabilitálták. 1970–1971 között a Közti tervezője volt. 1971–1980 között a Szövterv tervezője volt. 1980–1987 között a Tervezésfejlesztési és Technikai Építészeti Intézet vezető tervezője volt. 1989–1992 között a Hangya Rt. felügyelőbizottságának elnöke volt.

### Politikai pályafutása
1988-ban a Tudományos Dolgozók Demokratikus Szakszervezete (TDDSZ) alapító tagja; a választmány tagja, a Szabad Kezdeményezések Hálózatának egyik alapítója volt. 1988-ban az FKGP megújulásának egyik résztvevője volt. 1988–1989 között az FKGP érdi szervezetének titkára volt. 1989-ben az FKGP Pest megyei titkára volt. 1989–1990 között az FKGP főtitkára volt. 1990–1994 között országgyűlési képviselő (Pest megye; 1990–1991: FKGP; 1991–1993: 36-ok; 1993–1994: EKGP) volt. 1990–1994 között a Kulturális, tudományos, felsőoktatási, televízió, rádió és sajtó bizottság alelnöke volt. 1991-ben kizárták a pártból. 1993-tól a Történelmi Kisgazdapárt tagja volt. 1993–1994 között a Történelmi Kisgazdapárt parlamenti csoportvezetője volt.

## Családja
Szülei Prepeliczay István (1905–1936) katonatiszt és Pajor Jolán voltak. Második felesége 1974-től Balásházy Katalin volt. Egy lánya született: Zsuzsanna (1967–).

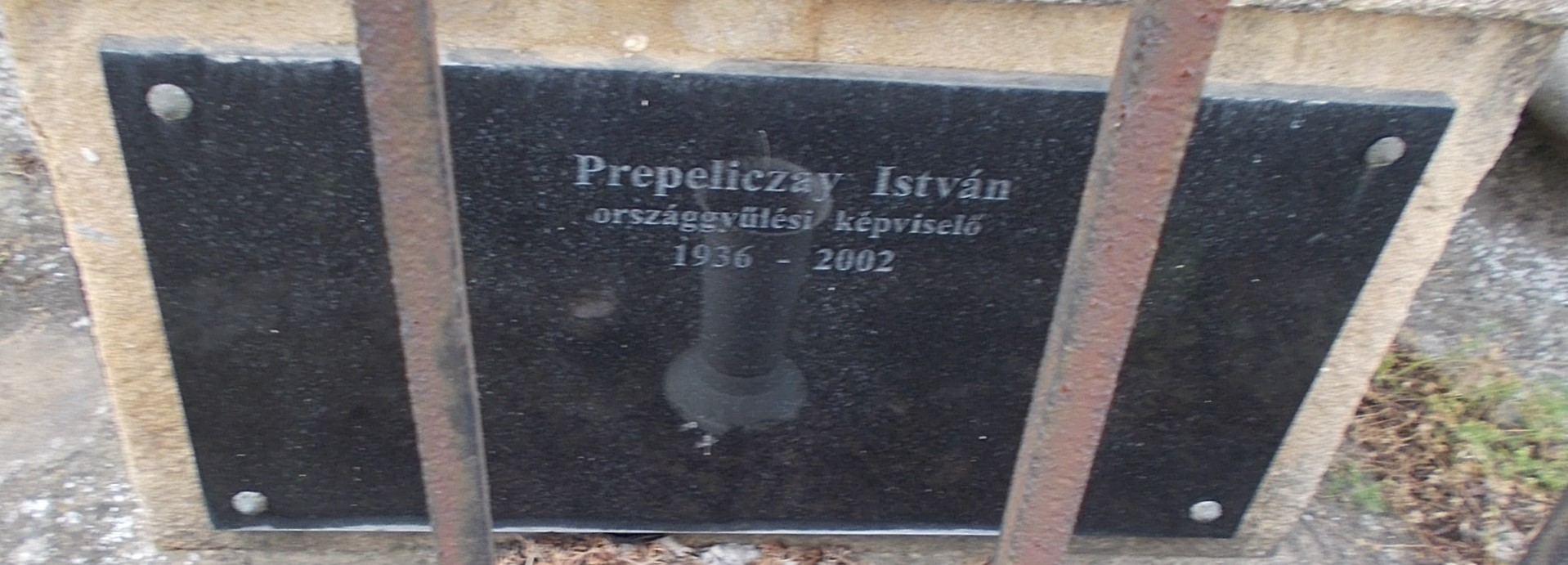
Prepeliczay István sírja

Sírja Baján található.